# 西郷羽太中継局
西郷羽太中継局（にしごうはぶとちゅうけいきょく）は、福島県西白河郡西郷村大字羽太にある、テレビ中継局である。

## 概要
- 当中継局は、西白河郡西郷村大字羽太に置かれ、同地区に向けて電波を発射している。